# Masbagik Timur
Masbagik Timur is een bestuurslaag in het regentschap Oost-Lombok van de provincie West-Nusa Tenggara, Indonesië. Masbagik Timur telt 7933 inwoners (volkstelling 2010).